# Louis Jacques La Caze
Pour les articles homonymes, voir Lacaze.
Louis Jacques Lacaze, né le 20 janvier 1826 à Paris et mort le 1er novembre 1897 à Lasseube (Pyrénées-Atlantiques), est un homme politique français.

## Biographie
Fils de Jacques Joseph Lacaze, ancien député, neveu de Louis La Caze, collectionneur auteur d'un legs au musée du Louvre, il est auditeur au Conseil d’État en 1850. Il démissionne en 1852 et s'oppose au Second Empire. Conseiller général du canton de Lasseube, il est député des Pyrénées-Atlantiques de 1871 à 1882 et sénateur des Pyrénées-Atlantiques de 1882 à 1891, siégeant au centre gauche. Il est l'un des 363 qui refusent la confiance au gouvernement de Broglie, le 16 mai 1877.